# Serie C 1946-1947 (Lega Interregionale Nord)
La Lega Interregionale Nord fu l'ente federale della FIGC che gestì uno dei tre tornei che composero il campionato di Serie C della stagione sportiva 1946-1947. Ricomprendendo le società aventi sede nell'Italia settentrionale al di sopra del Po, fu organizzata dalla neonata Lega Interregionale Nord avente sede a Torino.
Alla competizione parteciparono 143 squadre suddivise in nove gironi eterogenei. Le prime classificate di ogni raggruppamento accedevano a tre distinti gironi finali che ponevano in palio un posto ciascuno per la promozione in Serie B. Per quanto riguarda le retrocessioni, si stabilì che sarebbero state condannate le peggiori quattro società classificate nel girone maggiore, le ultime due nel girone più ristretto, e le tre più malmesse nei gironi intermedi.

## Girone A

### Squadre partecipanti
| Club              | Città                        | Stagione precedente                                                  |
| ----------------- | ---------------------------- | -------------------------------------------------------------------- |
| Alassio           | Alassio (SV)                 | 4° in Prima Divisione Liguria/A, ammessa d'ufficio                   |
| Albenga           | Albenga (SV)                 | 1° in Prima Divisione Liguria/A, ammessa d'ufficio                   |
| Ausonia La Spezia | La Spezia                    | 11° in Serie B-C Alta Italia                                         |
| Bolzanetese       | GE-Bolzaneto                 | 1° in Prima Divisione Liguria/B, ammessa d'ufficio                   |
| Cairese           | Cairo Montenotte (SV)        | 2° in Prima Divisione Liguria/A, ammessa d'ufficio                   |
| Corniglianese     | GE-Cornigliano               | 9° in Prima Divisione Liguria/B, ammessa d'ufficio                   |
| Entella           | Chiavari (GE)                | 7° in Prima Divisione Liguria/B, recupera categoria di merito        |
| Imperia           | Imperia                      | 5° in Prima Divisione Liguria/A, ammessa d'ufficio                   |
| Intemelia         | Ventimiglia (IM)             | 8° in Prima Divisione Liguria/A, ammessa d'ufficio                   |
| Lavagnese         | Lavagna (GE)                 | 12° in Prima Divisione Liguria/B, ammessa d'ufficio                  |
| Pontedecimo       | GE-Pontedecimo               | 4° in Prima Divisione Liguria/B, ammessa d'ufficio                   |
| Rapallo Ruentes   | Rapallo (GE)                 | 1° in Prima Divisione Liguria/B, recupera categoria di merito        |
| Rivarolese        | GE-Rivarolo                  | 5° in Prima Divisione Liguria/B, ammessa d'ufficio                   |
| Sanremese         | Sanremo (IM)                 | 7° in Prima Divisione Liguria/A, recupera categoria di merito        |
| Sarzanese         | Sarzana (SP)                 | 6° in Prima Divisione Liguria/B, ammessa a completamento dei quadri  |
| Sestri Levante    | Sestri Levante (GE)          | 8° in Prima Divisione Liguria/B, ammessa d'ufficio                   |
| Sammargheritese   | Santa Margherita Ligure (GE) | 13° in Prima Divisione Liguria/B, ammessa a completamento dei quadri |
| Speranza          | Savona                       | 5° in Serie C Alta Italia/D                                          |
| Vado              | Vado Ligure (SV)             | 3° in Prima Divisione Liguria/A, ammessa d'ufficio                   |
| Varazze           | Varazze (SV)                 | 9° in Prima Divisione Liguria/B, ammessa d'ufficio                   |

### Classifica finale
|  | Pos. | Squadra           | Pt | G  | V  | N  | P  | GF | GS | DR  |
|  | ---- | ----------------- | -- | -- | -- | -- | -- | -- | -- | --- |
|  | 1.   | Sanremese         | 53 | 38 | 21 | 11 | 6  | 70 | 28 | +42 |
|  | 2.   | Entella           | 50 | 38 | 20 | 10 | 8  | 63 | 29 | +34 |
|  | 3.   | Rapallo           | 47 | 38 | 18 | 11 | 9  | 60 | 45 | +15 |
|  | 3.   | Rivarolese        | 47 | 38 | 19 | 9  | 10 | 61 | 32 | +29 |
|  | 3.   | Speranza          | 47 | 38 | 20 | 7  | 11 | 75 | 46 | +29 |
|  | 6.   | Sestri Levante    | 46 | 38 | 20 | 6  | 12 | 71 | 41 | +30 |
|  | 7.   | Cairese           | 42 | 38 | 14 | 14 | 10 | 51 | 40 | +11 |
|  | 8.   | Lavagnese         | 41 | 38 | 16 | 9  | 13 | 58 | 50 | +8  |
|  | 9.   | Pontedecimo       | 40 | 38 | 15 | 10 | 13 | 52 | 48 | +4  |
|  | 9.   | Vado              | 40 | 38 | 15 | 10 | 13 | 63 | 49 | +14 |
|  | 11.  | Alassio           | 39 | 38 | 16 | 7  | 15 | 59 | 54 | +5  |
|  | 12.  | Albenga           | 37 | 38 | 15 | 7  | 16 | 51 | 65 | -14 |
|  | 12.  | Bolzanetese       | 37 | 38 | 14 | 9  | 15 | 40 | 40 | 0   |
|  | 14.  | Varazze           | 35 | 38 | 12 | 11 | 15 | 53 | 59 | -6  |
|  | 15.  | Sarzanese         | 31 | 38 | 11 | 9  | 18 | 42 | 74 | -32 |
|  | 16.  | Corniglianese     | 29 | 38 | 11 | 7  | 20 | 46 | 56 | -10 |
|  | 17.  | Imperia           | 29 | 38 | 11 | 7  | 20 | 45 | 90 | -45 |
|  | 18.  | Ausonia La Spezia | 28 | 38 | 10 | 8  | 20 | 33 | 60 | -27 |
|  | 19.  | Tigullio          | 24 | 38 | 9  | 6  | 23 | 59 | 87 | -38 |
|  | 20.  | Intemelia (-1)    | 17 | 38 | 6  | 6  | 26 | 28 | 87 | -59 |

Legenda:
      Ammesso alla fase finale.
      Retrocesso in Prima Divisione 1947-1948.
 Retrocessione diretta.
Note:
Due punti a vittoria, uno a pareggio, zero a sconfitta.
Intemelia penalizzato con la sottrazione di 1 punto in classifica per una rinuncia.
L'Imperia fu poi riammesso in Serie C.

### Risultati

#### Spareggio salvezza
|               | Risultato |         | Luogo e data       |  |
| ------------- | --------- | ------- | ------------------ |  |
| Corniglianese | 1 - 0     | Imperia | ??, 16 giugno 1947 |  |
|               |           |         |                    |  |

## Girone B

### Aggiornamenti
Divisione Cremona e Gruppo Sportivo Rodallo sono rimasti inattivi.

### Squadre partecipanti
| Club                  | Città                   | Stagione precedente                                                                               |
| --------------------- | ----------------------- | ------------------------------------------------------------------------------------------------- |
| Acqui                 | Acqui Terme (AL)        | 4° in Serie C Alta Italia/D                                                                       |
| Aosta                 | Aosta                   | 9° in Serie C Alta Italia/D                                                                       |
| Asti                  | Asti                    | 1° in Serie C Alta Italia/D, 1° in girone semifinale B, perde finale promozione                   |
| Braidese              | Bra (CN)                | 6° in Prima Divisione Piemonte/G, ammessa d'ufficio                                               |
| Cuneo                 | Cuneo                   | 12° in Serie B-C Alta Italia/A, retrocesso                                                        |
| Fossanese             | Fossano (CN)            | 5° in Serie C Alta Italia/D                                                                       |
| Ivrea                 | Ivrea (TO)              | 5° in Serie C Alta Italia/D                                                                       |
| Monregalese           | Mondovì (CN)            | 1° in Prima Divisione Piemonte/H, 2º nel girone semifinale ?, ammessa d'ufficio                   |
| Pinerolo              | Pinerolo (TO)           | 11° in Serie C Alta Italia/D                                                                      |
| Stella Alpina Ponzone | Ponzone di Trivero (VC) | ?° in Prima Divisione Piemonte/C, ?° nel girone semifinale ?, perde semifinale, ammessa d'ufficio |
| Saluzzo               | Saluzzo (CN)            | 11° in Serie C Alta Italia/D                                                                      |
| Saviglianese          | Savigliano (CN)         | 5° in Serie C Alta Italia/D                                                                       |
| Trinese               | Trino (VC)              | 2° in Serie C Alta Italia/H                                                                       |
| Volpianese            | Volpiano (TO)           | 2° in Serie C Alta Italia/D                                                                       |

### Classifica finale
|  | Pos. | Squadra               | Pt | G  | V  | N  | P  | GF | GS | DR  |
|  | ---- | --------------------- | -- | -- | -- | -- | -- | -- | -- | --- |
|  | 1.   | Asti                  | 38 | 26 | 16 | 6  | 4  | 54 | 19 | +35 |
|  | 2.   | Fossanese             | 36 | 26 | 15 | 6  | 5  | 52 | 36 | +16 |
|  | 3.   | Volpianese            | 32 | 26 | 13 | 6  | 7  | 43 | 27 | +16 |
|  | 4.   | Cuneo                 | 29 | 26 | 12 | 5  | 9  | 42 | 35 | +7  |
|  | 5.   | Ivrea                 | 28 | 26 | 11 | 6  | 9  | 52 | 43 | +9  |
|  | 5.   | Acqui                 | 28 | 26 | 9  | 10 | 7  | 37 | 32 | +5  |
|  | 7.   | Stella Alpina Ponzone | 26 | 26 | 9  | 8  | 9  | 35 | 43 | -8  |
|  | 8.   | Aosta                 | 24 | 26 | 8  | 8  | 10 | 34 | 44 | -10 |
|  | 9.   | Saluzzo               | 23 | 26 | 9  | 5  | 12 | 31 | 45 | -14 |
|  | 10.  | Saviglianese          | 22 | 26 | 9  | 4  | 13 | 35 | 27 | +8  |
|  | 10.  | Pinerolo              | 22 | 26 | 6  | 10 | 10 | 32 | 38 | -6  |
|  | 10.  | Trinese               | 22 | 26 | 8  | 6  | 12 | 34 | 49 | -15 |
|  | 13.  | Monregalese           | 21 | 26 | 7  | 7  | 12 | 26 | 43 | -17 |
|  | 14.  | Braidese (-1)         | 12 | 26 | 3  | 7  | 16 | 26 | 52 | -26 |

Legenda:
      Ammesso alla fase finale.
      Retrocesso in Prima Divisione 1947-1948.
Note:
Due punti a vittoria, uno a pareggio, zero a sconfitta.
Braidese penalizzata con la sottrazione di 1 punto in classifica per una rinuncia.
Monregalese e Braidese poi riammesse in Serie C.

## Girone C

### Aggiornamenti
- L'Amatori Calcio Besozzo si è iscritto alla Prima Divisione 1946-1947.
- Il Dopolavoro Aziendale Redaelli ha sospeso definitivamente l'attività sportiva.

### Squadre partecipanti
| Club               | Città                     | Stagione precedente                                                                  |
| ------------------ | ------------------------- | ------------------------------------------------------------------------------------ |
| Biumense           | Biumo Inferiore di Varese | 1° in Prima Divisione Lombardia/P, ?° nel girone finale D, promossa                  |
| Borgomanerese      | Borgomanero (NO)          | ?° in Prima Divisione Piemonte/B, ammessa d'ufficio                                  |
| Calciatori Bustesi | Busto Arsizio (VA)        | 11° in Serie C Alta Italia/F                                                         |
| Juventus Domo      | Domodossola (NO)          | 2° in Prima Divisione Piemonte/A, 4º nel girone semifinale B, ammessa d'ufficio      |
| Gattinara          | Gattinara (VC)            | 7° in Serie C Alta Italia/F                                                          |
| Luino              | Luino (VA)                | 7° in Prima Divisione Lombardia/P, ammessa a completamento dei quadri                |
| Magenta            | Magenta (MI)              | ?° in Prima Divisione Lombardia/N, ammessa a completamento dei quadri                |
| Omegna             | Omegna (NO)               | 2° in Prima Divisione Piemonte/A, 2º nel girone semifinale A, ammessa d'ufficio      |
| Parabiago          | Parabiago (MI)            | 1° in Serie C Alta Italia/F, 4º nel girone finale B                                  |
| Rhodense           | Rho (MI)                  | 2° in Serie C Alta Italia/F                                                          |
| Saronno            | Saronno (VA)              | 6° in Serie C Alta Italia/F                                                          |
| Sommese            | Somma Lombardo (VA)       | 8° in Serie C Alta Italia/F                                                          |
| Sparta Novara      | Novara                    | 12° in Serie C Alta Italia/F                                                         |
| Tradate            | Tradate (VA)              | 1° in Prima Divisione Lombardia/L, ?° nel girone finale ?, ammessa d'ufficio         |
| Verbania Sportiva  | Verbania (NO)             | 4° in Prima Divisione Piemonte/A, 1º nel girone semifinale A, vince finali, promossa |

### Classifica finale
|  | Pos. | Squadra            | Pt       | G  | V  | N  | P  | GF | GS | DR  |
|  | ---- | ------------------ | -------- | -- | -- | -- | -- | -- | -- | --- |
|  | 1.   | Magenta            | 38       | 26 | 17 | 4  | 5  | 47 | 24 | +23 |
|  | 2.   | Luino              | 36       | 26 | 17 | 2  | 7  | 51 | 25 | +26 |
|  | 2.   | Parabiago          | 36       | 26 | 15 | 6  | 5  | 49 | 26 | +23 |
|  | 4.   | Verbania Sportiva  | 33       | 26 | 14 | 5  | 7  | 39 | 26 | +13 |
|  | 5.   | Sommese            | 32       | 26 | 13 | 6  | 7  | 48 | 33 | +15 |
|  | 6.   | Saronno            | 27       | 26 | 9  | 9  | 8  | 37 | 35 | +2  |
|  | 7.   | Borgomanerese      | 26       | 26 | 11 | 4  | 11 | 39 | 40 | -1  |
|  | 7.   | Omegna             | 26       | 26 | 8  | 10 | 8  | 39 | 43 | -4  |
|  | 9.   | Rhodense           | 25       | 26 | 9  | 7  | 10 | 35 | 40 | -5  |
|  | 10.  | Juventus Domo      | 22       | 26 | 9  | 4  | 13 | 40 | 42 | -2  |
|  | 11.  | Gattinara          | 21       | 26 | 8  | 5  | 13 | 35 | 51 | -16 |
|  | 12.  | Biumense           | 18       | 26 | 7  | 4  | 15 | 36 | 50 | -14 |
|  | 13.  | Sparta Novara      | 15       | 26 | 4  | 7  | 15 | 27 | 54 | -27 |
|  | 14.  | Tradate            | 9        | 26 | 2  | 5  | 19 | 26 | 59 | -33 |
|  | ---  | Calciatori Bustesi | Ritirata |    |    |    |    |    |    |     |

Legenda:
      Ammesso alla fase finale.
      Retrocesso in Prima Divisione 1947-1948.
 Ritirato a campionato in corso.
Note:
Due punti a vittoria, uno a pareggio, zero a sconfitta.
Calciatori Bustesi ritirati alla 15ª giornata di andata con conseguente annullamento di tutti i risultati.

## Girone D

### Aggiornamenti
L'Associazione Sportiva Pro Broni è rimasta inattiva per la stagione 1946-1947.

### Squadre partecipanti
| Club          | Città                      | Stagione precedente                                                   |
| ------------- | -------------------------- | --------------------------------------------------------------------- |
| Abbiategrasso | Abbiategrasso (MI)         | 5° in Prima Divisione Lombardia/A, recupera categoria di merito       |
| Bressana      | Bressana Bottarone (PV)    | ?° in Prima Divisione Lombardia/Q, ammessa a completamento dei quadri |
| Casteggio     | Casteggio (PV)             | ?                                                                     |
| Cilavegna     | Cilavegna (PV)             | 1° in Prima Divisione Lombardia/A, ?° nel girone finale B, promossa   |
| Derthona      | Tortona (AL)               | 4° in Serie C Alta Italia/H                                           |
| Fidentina     | Fidenza (PR)               | 10° in Serie C Alta Italia/H                                          |
| Fiorenzuola   | Fiorenzuola d'Arda (PC)    | 7° in Serie C Alta Italia/H                                           |
| Medese        | Mede (PV)                  | 4° in Serie C Alta Italia/H                                           |
| Mortara       | Mortara (PV)               | 5° in Serie C Alta Italia/F                                           |
| Novese        | Novi Ligure (AL)           | -                                                                     |
| Olubra        | Castel San Giovanni (PC)   | 8° in Serie C Alta Italia/H                                           |
| Pavia         | Pavia                      | 3° in Serie C Alta Italia/E                                           |
| Robbio        | Robbio (PV)                | 2° in Prima Divisione Lombardia/A, ammessa d'ufficio                  |
| Sant'Angelo   | Sant'Angelo Lodigiano (MI) | 11° in Serie C Alta Italia/H                                          |
| Stradellina   | Stradella (PV)             | 1° in Serie C Alta Italia/H, 2º nel girone semifinale B               |

### Classifica finale
|  | Pos. | Squadra       | Pt | G  | V  | N | P  | GF | GS | DR  |
|  | ---- | ------------- | -- | -- | -- | - | -- | -- | -- | --- |
|  | 1.   | Mortara       | 43 | 28 | 19 | 5 | 4  | 65 | 24 | +41 |
|  | 2.   | Fidentina     | 34 | 28 | 13 | 8 | 7  | 32 | 24 | +8  |
|  | 2.   | Abbiategrasso | 34 | 28 | 14 | 6 | 8  | 44 | 34 | +10 |
|  | 4.   | Cilavegna     | 33 | 28 | 13 | 7 | 8  | 55 | 39 | +16 |
|  | 4.   | Medese        | 33 | 28 | 14 | 5 | 9  | 48 | 45 | +3  |
|  | 6.   | Pavia         | 31 | 28 | 12 | 7 | 9  | 42 | 36 | +6  |
|  | 7.   | Sant'Angelo   | 29 | 28 | 11 | 7 | 10 | 32 | 28 | +4  |
|  | 8.   | Derthona      | 28 | 28 | 10 | 8 | 10 | 42 | 37 | +5  |
|  | 9.   | Stradellina   | 27 | 28 | 10 | 7 | 11 | 35 | 38 | -3  |
|  | 10.  | Fiorenzuola   | 26 | 28 | 10 | 6 | 12 | 36 | 51 | -15 |
|  | 10.  | Olubra        | 26 | 28 | 11 | 4 | 13 | 43 | 45 | -2  |
|  | 12.  | Casteggio     | 25 | 28 | 11 | 3 | 14 | 43 | 63 | -20 |
|  | 13.  | Ilva Novese   | 20 | 28 | 8  | 4 | 16 | 39 | 54 | -15 |
|  | 14.  | Bressana      | 16 | 28 | 6  | 4 | 18 | 31 | 54 | -23 |
|  | 15.  | Robbio        | 15 | 28 | 6  | 3 | 19 | 39 | 54 | -15 |

Legenda:
      Ammesso alla fase finale.
      Retrocesso in Prima Divisione 1947-1948.
Note:
Due punti a vittoria, uno a pareggio, zero a sconfitta.
Il Bressana fu poi riammesso in Serie C.

## Girone E

### Aggiornamenti
L'Audace Società Sportiva Osnago non si è iscritta al campionato di Serie C 1946-1947.

### Squadre partecipanti
| Club              | Città                   | Stagione precedente                                                              |
| ----------------- | ----------------------- | -------------------------------------------------------------------------------- |
| Breda             | Milano                  | 7° in Serie C Alta Italia/G                                                      |
| Cantù             | Cantù (CO)              | 2° in Serie C Alta Italia/E                                                      |
| Caratese          | Carate Brianza (MI)     | 9° in Serie C Alta Italia/E                                                      |
| Esperia           | Fino Mornasco (CO)      | 1° in Prima Divisione Lombardia/B, ?° nel girone semifinale ?, ammessa d'ufficio |
| Falck             | Sesto San Giovanni (MI) | 3° in Serie C Alta Italia/F                                                      |
| Gerli             | Cusano Milanino (MI)    | 12° in Serie C Alta Italia/G                                                     |
| Mariano Comense   | Mariano Comense (CO)    | 5° in Serie C Alta Italia/E                                                      |
| Meda              | Meda (MI)               | 4° in Serie C Alta Italia/E                                                      |
| Monza             | Monza (MI)              | 8° in Serie C Alta Italia/E                                                      |
| Pirelli           | MI-Bicocca              | 3° in Serie C Alta Italia/F                                                      |
| Pro Lissone       | Lissone (MI)            | 10° in Serie C Alta Italia/E                                                     |
| Sondrio           | Sondrio                 | 10° in Serie C Alta Italia/E                                                     |
| Tiranese          | Tirano (SO)             | 7° in Serie C Alta Italia/E                                                      |
| Vimercatese       | Vimercate (MI)          | 1° in Serie C Alta Italia/E, 2º nel girone semifinale B                          |
| Vis Nova Giussano | Giussano (MI)           | Ritirata in Serie C Alta Italia/E                                                |

### Classifica finale
|  | Pos. | Squadra           | Pt | G  | V  | N  | P  | GF | GS | DR  |
|  | ---- | ----------------- | -- | -- | -- | -- | -- | -- | -- | --- |
|  | 1.   | Monza             | 40 | 28 | 15 | 10 | 3  | 38 | 21 | 17  |
|  | 2.   | Pro Lissone       | 35 | 28 | 14 | 7  | 7  | 49 | 26 | 23  |
|  | 2.   | Pirelli           | 35 | 28 | 13 | 9  | 6  | 47 | 30 | 17  |
|  | 4.   | Sondrio           | 31 | 28 | 9  | 13 | 6  | 40 | 40 | 0   |
|  | 5.   | Caratese          | 29 | 28 | 12 | 5  | 11 | 46 | 41 | 5   |
|  | 5.   | Mariano Comense   | 29 | 28 | 13 | 3  | 12 | 39 | 39 | 0   |
|  | 5.   | Meda              | 29 | 28 | 11 | 7  | 10 | 36 | 37 | -1  |
|  | 8.   | Tiranese          | 28 | 28 | 11 | 6  | 11 | 53 | 55 | -2  |
|  | 8.   | Vimercatese       | 28 | 28 | 10 | 8  | 10 | 42 | 32 | 10  |
|  | 10.  | Falck             | 27 | 28 | 10 | 7  | 11 | 29 | 40 | -11 |
|  | 11.  | Vis Nova Giussano | 26 | 28 | 9  | 8  | 11 | 33 | 43 | -10 |
|  | 12.  | Gerli             | 23 | 28 | 6  | 11 | 11 | 34 | 39 | -5  |
|  | 13.  | Esperia-Fino      | 22 | 28 | 8  | 6  | 14 | 42 | 53 | -11 |
|  | 14.  | Cantù             | 21 | 28 | 7  | 7  | 14 | 35 | 48 | -13 |
|  | 15.  | Breda             | 17 | 28 | 5  | 7  | 16 | 39 | 58 | -19 |

Legenda:
      Ammesso alla fase finale.
      Retrocesso in Prima Divisione 1947-1948.
Note:
Due punti a vittoria, uno a pareggio, zero a sconfitta.
L'Esperia-Fino e il Cantù furono poi riammessi in Serie C.

## Girone F

### Squadre partecipanti
| Club          | Città                     | Stagione precedente                                                                                               |
| ------------- | ------------------------- | --- |
| Alzano        | Alzano Lombardo (BG)      | 2° in Prima Divisione Lombardia/C dopo spareggi, 1º nel girone finale C, promossa                                 |
| Ardens        | Bergamo                   | 10° in Serie C Alta Italia/G                                                                                      |
| Bagnolese     | Bagnolo Mella (BS)        | 1° in Prima Divisione Lombardia/E, ?° nel girone finale C, promossa sul campo, rinuncia ma viene comunque ammessa |
| Cassano       | Cassano d'Adda (MI)       | 5° in Serie C Alta Italia/G                                                                                       |
| Chiari        | Chiari (BS)               | 4° in Serie C Alta Italia/G                                                                                       |
| Codogno       | Codogno (MI)              | 6° in Serie C Alta Italia/H                                                                                       |
| Falco Albino  | Albino (BG)               | 7° in Serie C Alta Italia/G                                                                                       |
| Melzo         | Melzo (MI)                | 1° in Serie C Alta Italia/G, 5º nel girone semifinale B                                                           |
| Melegnanese   | Melegnano (MI)            | 9° in Serie C Alta Italia/H                                                                                       |
| Orceana       | Orzinuovi (BS)            | 9° in Serie C Alta Italia/G                                                                                       |
| Pro Palazzolo | Palazzolo sull'Oglio (BS) | 2° in Serie C Alta Italia/G                                                                                       |
| Pro Romano    | Romano di Lombardia (BG)  | 6° in Serie C Alta Italia/G                                                                                       |
| Soresinese    | Soresina (CR)             | 12° in Serie C Alta Italia/H                                                                                      |
| Trevigliese   | Treviglio (BG)            | 3° in Serie C Alta Italia/G                                                                                       |
| Vita Nova     | Ponte San Pietro (BG)     | 11° in Serie C Alta Italia/G                                                                                      |

### Classifica finale
|  | Pos. | Squadra       | Pt | G  | V  | N  | P  | GF | GS | DR  |
|  | ---- | ------------- | -- | -- | -- | -- | -- | -- | -- | --- |
|  | 1.   | Vita Nova     | 42 | 28 | 18 | 6  | 4  | 72 | 15 | +57 |
|  | 2.   | Codogno       | 36 | 28 | 15 | 6  | 7  | 54 | 25 | +29 |
|  | 3.   | Pro Palazzolo | 35 | 28 | 14 | 7  | 7  | 44 | 32 | +12 |
|  | 4.   | Trevigliese   | 34 | 28 | 12 | 10 | 6  | 39 | 21 | +18 |
|  | 5.   | Chiari        | 31 | 28 | 13 | 5  | 10 | 35 | 47 | -12 |
|  | 6.   | Pro Romano    | 30 | 28 | 11 | 8  | 9  | 35 | 33 | +2  |
|  | 7.   | Bagnolese     | 29 | 28 | 10 | 9  | 9  | 49 | 47 | +2  |
|  | 8.   | Melzo         | 26 | 28 | 10 | 6  | 12 | 42 | 41 | +1  |
|  | 9.   | Falco         | 25 | 28 | 9  | 7  | 12 | 35 | 43 | -8  |
|  | 10.  | Orceana       | 24 | 28 | 7  | 10 | 11 | 26 | 32 | -6  |
|  | 11.  | Soresinese    | 23 | 28 | 7  | 9  | 12 | 22 | 33 | -11 |
|  | 12.  | Cassano       | 19 | 28 | 6  | 7  | 15 | 27 | 51 | -24 |
|  | 13.  | Ardens        | 12 | 28 | 4  | 4  | 20 | 16 | 66 | -50 |
|  | 14.  | Alzano        | 11 | 28 | 4  | 3  | 21 | 25 | 71 | -46 |
|  | 15.  | Melegnanese   | 43 | 28 | 20 | 3  | 5  | 64 | 28 | +36 |

Legenda:
      Ammesso alla fase finale.
      Retrocesso in Prima Divisione 1947-1948.
Note:
Due punti a vittoria, uno a pareggio, zero a sconfitta.
La Melegnanese fu spostata all'ultimo posto del girone per illecito sportivo. Al suo posto fu ammessa alle fasi finali la seconda in classifica, la Vita Nova.
Ardens poi riammessa in Serie C.

## Girone G

### Aggiornamenti
- L'Unione Sportiva Parma Vecchia si è spostata nella Lega interregionale Centro (girone A).

### Squadre partecipanti
| Club                 | Città                      | Stagione precedente                                                                                   |
| -------------------- | -------------------------- | --- |
| Audace SME           | VR-San Michele Extra       | 7° in Serie C Alta Italia/C                                                                           |
| Badia Polesine       | Badia Polesine (RO)        | 2° in Prima Divisione Veneto/E, 1º nel girone semifinale B, 3º nel girone finale, promossa d'ufficio. |
| Bolzano              | Bolzano                    | 4° in Serie C Alta Italia/C                                                                           |
| Bressanone           | Bressanone (BZ)            | 2° in Prima Divisione Venezia Tridentina/B, 4º nel girone finale, ammessa per allargamento quadri     |
| Cologna Veneta       | Cologna Veneta (VR)        | 5° in Serie C Alta Italia/C                                                                           |
| Legnago              | Legnago (VR)               | 1° in Serie C Alta Italia/C, 3º nel girone semifinale A                                               |
| Lonigo               | Lonigo (VI)                | 3° in Serie C Alta Italia/C                                                                           |
| Malo                 | Malo (VI)                  | 3° in Prima Divisione Veneto/C, 3º nel girone finale, promossa d'ufficio                              |
| Marzotto Valdagno    | Valdagno (VI)              | 4° in Serie C Alta Italia/B                                                                           |
| Merano               | Merano (BZ)                | 1° in Prima Divisione Venezia Tridentina/B, 1º nel girone finale, promossa                            |
| Montagnana           | Montagnana (PD)            | 1° in Prima Divisione Veneto/E, 2º nel girone semifinale C, promossa d'ufficio                        |
| Pellizzari Arzignano | Arzignano (VI)             | - |
| Rovereto             | Rovereto (TN)              | ?° in Prima Divisione Venezia Tridentina/A, promossa d'ufficio                                        |
| Sambonifacese        | San Bonifacio (VR)         | 6° in Serie C Alta Italia/C                                                                           |
| Schio                | Schio (VI)                 | 6° in Serie C Alta Italia/B                                                                           |
| Thiene               | Thiene (VI)                | 12° in Serie C Alta Italia/B                                                                          |
| Trento               | Trento                     | 12° in Serie B-C Alta Italia/B, retrocesso                                                            |
| Villafranca          | Villafranca di Verona (VR) | 8° in Serie C Alta Italia/C                                                                           |

### Classifica finale
|  | Pos. | Squadra              | Pt      | G  | V  | N  | P  | GF | GS | DR  |
|  | ---- | -------------------- | ------- | -- | -- | -- | -- | -- | -- | --- |
|  | 1.   | Bolzano              | 46      | 32 | 19 | 8  | 5  | 67 | 21 | +46 |
|  | 2.   | Sambonifacese        | 43      | 32 | 18 | 7  | 7  | 70 | 40 | +30 |
|  | 3.   | Marzotto Valdagno    | 38      | 32 | 15 | 8  | 9  | 67 | 39 | +28 |
|  | 3.   | Merano               | 38      | 32 | 13 | 12 | 7  | 51 | 40 | +11 |
|  | 3.   | Villafranca          | 38      | 32 | 12 | 14 | 6  | 56 | 51 | +5  |
|  | 6.   | Cologna Veneta       | 36      | 32 | 13 | 10 | 9  | 33 | 32 | +1  |
|  | 7.   | Schio                | 35      | 32 | 13 | 9  | 10 | 48 | 36 | +12 |
|  | 8.   | Audace SME           | 34      | 32 | 12 | 10 | 10 | 59 | 40 | +19 |
|  | 9.   | Legnago              | 31      | 32 | 12 | 7  | 13 | 45 | 49 | -4  |
|  | 9.   | Pellizzari Arzignano | 31      | 32 | 13 | 5  | 14 | 41 | 40 | +1  |
|  | 11.  | Badia Polesine       | 30      | 32 | 12 | 6  | 14 | 40 | 44 | -4  |
|  | 11.  | Thiene               | 30      | 32 | 12 | 6  | 14 | 46 | 53 | -7  |
|  | 13.  | Montagnana           | 26      | 32 | 9  | 8  | 15 | 34 | 57 | -23 |
|  | 14.  | Rovereto             | 24      | 32 | 9  | 6  | 17 | 33 | 64 | -31 |
|  | 15.  | Trento               | 22      | 32 | 8  | 6  | 18 | 28 | 57 | -29 |
|  | 16.  | Bressanone           | 22      | 32 | 9  | 4  | 19 | 35 | 63 | -28 |
|  | 17.  | Malo                 | 20      | 32 | 7  | 6  | 19 | 36 | 63 | -27 |
|  | ---  | Lonigo               | Escluso |    |    |    |    |    |    |     |

Legenda:
      Ammesso alla fase finale.
      Retrocesso in Prima Divisione 1947-1948.
 Retrocessione diretta.
Note:
Due punti a vittoria, uno a pareggio, zero a sconfitta.
il Malo fu poi riammesso in Serie C.
Il Bressanone è retrocesso dopo aver perso lo spareggio salvezza contro l'ex aequo Trento.

### Risultati

#### Spareggio salvezza
|        | Risultato |            | Luogo e data      |  |
| ------ | --------- | ---------- | ----------------- |  |
| Trento | 1 - 0     | Bressanone | ??, ? giugno 1947 |  |
|        |           |            |                   |  |

## Girone H

### Squadre partecipanti
| Club              | Città                    | Stagione precedente                                                            |
| ----------------- | ------------------------ | ------------------------------------------------------------------------------ |
| Bassano           | Bassano del Grappa (VI)  | 6° in Serie C Alta Italia/B                                                    |
| Belluno           | Belluno                  | 14° in Serie C Alta Italia/B                                                   |
| Clodia            | Chioggia (VE)            | 5° in Prima Divisione Veneto/E, promossa d'ufficio                             |
| Coneglianese      | Conegliano (TV)          | 1° in Prima Divisione Veneto/I, 3º nel girone semifinale B, promossa d'ufficio |
| Dolo              | Dolo (VE)                | 3° in Prima Divisione Veneto/F, promossa d'ufficio                             |
| Feltrese          | Feltre (BL)              | 12° in Serie C Alta Italia/B                                                   |
| Giorgione         | Castelfranco Veneto (TV) | 6° in Serie C Alta Italia/B                                                    |
| Montebelluna      | Montebelluna (TV)        | 2° in Serie C Alta Italia/B                                                    |
| Petrarca          | Padova                   | 12° in Serie C Alta Italia/C                                                   |
| Pordenone         | Pordenone (UD)           | 2° in Serie C Alta Italia/B                                                    |
| Portogruaro       | Portogruaro (VE)         | 1° in Prima Divisione Veneto/H, 4º nel girone semifinale B, promossa d'ufficio |
| Pro Mogliano      | Mogliano Veneto (TV)     | 5° in Serie C Alta Italia/B                                                    |
| Rovigo            | Rovigo                   | 11° in Serie C Alta Italia/B                                                   |
| Sandonà           | San Donà di Piave (VE)   | 10° in Serie C Alta Italia/B                                                   |
| San Marco Venezia | Venezia                  | -                                                                              |
| Vittorio Veneto   | Vittorio Veneto (TV)     | 6° in Serie C Alta Italia/B                                                    |

### Classifica finale
|  | Pos. | Squadra           | Pt | G  | V  | N  | P  | GF | GS | DR  |
|  | ---- | ----------------- | -- | -- | -- | -- | -- | -- | -- | --- |
|  | 1.   | Montebelluna      | 50 | 30 | 23 | 4  | 3  | 68 | 22 | +46 |
|  | 2.   | Pro Mogliano      | 45 | 30 | 19 | 7  | 4  | 53 | 24 | +29 |
|  | 3.   | Giorgione         | 41 | 30 | 19 | 3  | 8  | 76 | 37 | +39 |
|  | 4.   | Vittorio Veneto   | 39 | 30 | 17 | 5  | 8  | 79 | 41 | +38 |
|  | 5.   | Sandonà           | 37 | 30 | 14 | 9  | 7  | 62 | 37 | +25 |
|  | 6.   | Rovigo            | 33 | 30 | 14 | 5  | 11 | 49 | 44 | +5  |
|  | 7.   | Bassano           | 30 | 30 | 11 | 8  | 11 | 30 | 37 | -7  |
|  | 8.   | Dolo              | 27 | 30 | 9  | 9  | 12 | 53 | 61 | -8  |
|  | 9.   | Belluno           | 26 | 30 | 10 | 6  | 14 | 42 | 45 | -3  |
|  | 9.   | Coneglianese      | 26 | 30 | 11 | 4  | 15 | 38 | 41 | -3  |
|  | 9.   | Portogruarese     | 26 | 30 | 10 | 6  | 14 | 51 | 60 | -9  |
|  | 9.   | Pordenone         | 26 | 30 | 8  | 10 | 12 | 39 | 51 | -12 |
|  | 13.  | San Marco Venezia | 25 | 30 | 9  | 7  | 14 | 41 | 49 | -8  |
|  | 14.  | Feltrese          | 22 | 30 | 8  | 6  | 16 | 41 | 66 | -25 |
|  | 15.  | Clodia            | 19 | 30 | 7  | 5  | 18 | 26 | 67 | -41 |
|  | 16.  | Petrarca (-1)     | 7  | 30 | 2  | 4  | 24 | 28 | 94 | -66 |

Legenda:
      Ammesso alla fase finale.
      Retrocesso in Prima Divisione 1947-1948.
 Retrocessione diretta.
Note:
Due punti a vittoria, uno a pareggio, zero a sconfitta.
Il Petrarca fu penalizzato con la sottrazione di 1 punto in classifica.
Feltrese poi riammessa in Serie C.

## Girone I

### Aggiornamenti
- L'Ampelea, società sportiva di un centro incluso nella zona B di occupazione della Venezia Giulia, è stato sciolto nel maggio 1946 per motivi riconducibili all'avversione delle autorità jugoslave nei confronti delle residue società affiliate alla FIGC;[7] è stato subito ricostituito come C.E.F. Isola, società affiliata all'UCEF (Unione dei Circoli di Educazione Fisica).[8]
- Poco prima dell'inizio del campionato la Ponziana, società sportiva di un centro incluso nella zona A di occupazione della Venezia Giulia, ha subito uno scisma messo in atto da quei dirigenti favorevoli all'iscrizione della squadra al campionato jugoslavo, con la fondazione di una nuova società separata, l'"Amatori Ponziana", che ha preso parte alla Prva Liga 1946-1947, mentre il vecchio Ponziana italiano ha preso parte al campionato di Serie C con una rosa fortemente indebolita dalla scissione (dato che i titolari dell'anno precedente avevano deciso di aderire al Ponziana jugoslavo).[9]
- L'Isonzo di Turriaco (1922) si è iscritto per la stagione 1946-1947 al campionato regionale di Prima Divisione.

### Squadre partecipanti
| Club              | Città                               | Stagione precedente                                                  |
| ----------------- | ----------------------------------- | -------------------------------------------------------------------- |
| Cividalese        | Cividale del Friuli (UD)            | ?                                                                    |
| Cormonese         | Cormons (GO)                        | 1° in Serie C Alta Italia/A, 2° in girone semifinale A               |
| Edera Trieste     | Trieste                             | 4° in Serie C Alta Italia/A                                          |
| Itala Gradisca    | Gradisca d'Isonzo (GO)              | 8° in Serie C Alta Italia/A                                          |
| Libertas Trieste  | Trieste                             | ?                                                                    |
| Monfalcone        | Monfalcone (TS)                     | 5° in Serie C Alta Italia/A                                          |
| Palmanova         | Palmanova (UD)                      | 1° in Prima Divisione Friuli-Venezia Giulia dopo spareggio, promossa |
| Pieris            | Pieris di San Canzian d'Isonzo (TS) | 9° in Serie C Alta Italia/A                                          |
| Ponziana          | Trieste                             | 2° in Serie C Alta Italia/A                                          |
| Pro Cervignano    | Cervignano del Friuli (UD)          | 6° in Serie C Alta Italia/A                                          |
| Ronchi            | Ronchi dei Legionari (TS)           | 12° in Serie C Alta Italia/A                                         |
| Sagrado           | Sagrado (GO)                        | 13° in Serie C Alta Italia/A                                         |
| SAICI Torviscosa  | Torviscosa (UD)                     | 7° in Serie C Alta Italia/A                                          |
| Sangiorgina       | San Giorgio di Nogaro (UD)          | ?                                                                    |
| Sant'Anna Trieste | Trieste                             | 11° in Serie C Alta Italia/A                                         |

### Classifica finale
|  | Pos. | Squadra           | Pt | G  | V  | N  | P  | GF | GS | DR  |
|  | ---- | ----------------- | -- | -- | -- | -- | -- | -- | -- | --- |
|  | 1.   | Edera Trieste     | 48 | 28 | 22 | 4  | 2  | 59 | 14 | +45 |
|  | 2.   | Pro Cervignano    | 38 | 28 | 15 | 8  | 5  | 54 | 20 | +34 |
|  | 3.   | Palmanova         | 36 | 28 | 13 | 10 | 5  | 43 | 29 | +14 |
|  | 4.   | Libertas Trieste  | 34 | 28 | 12 | 10 | 6  | 50 | 32 | +18 |
|  | 4.   | SAICI Torviscosa  | 34 | 28 | 15 | 4  | 9  | 32 | 21 | +11 |
|  | 6.   | Monfalconese      | 32 | 28 | 12 | 8  | 8  | 36 | 24 | +12 |
|  | 6.   | Sangiorgina       | 32 | 28 | 10 | 10 | 8  | 27 | 21 | +6  |
|  | 8.   | Itala Gradisca    | 29 | 28 | 13 | 3  | 12 | 34 | 36 | -2  |
|  | 9.   | Cividalese        | 26 | 28 | 10 | 6  | 12 | 45 | 37 | +8  |
|  | 9.   | Cormonese         | 26 | 28 | 10 | 6  | 12 | 35 | 37 | -2  |
|  | 11.  | Sant'Anna Trieste | 25 | 28 | 8  | 9  | 11 | 27 | 34 | -7  |
|  | 12.  | Ronchi            | 22 | 28 | 8  | 6  | 14 | 28 | 48 | -20 |
|  | 13.  | Pieris            | 20 | 28 | 7  | 6  | 15 | 34 | 38 | -4  |
|  | 14.  | Sagrado           | 18 | 28 | 6  | 6  | 16 | 23 | 63 | -40 |
|  | 15.  | Ponziana (-3)     | -1 | 28 | 1  | 0  | 27 | 9  | 82 | -73 |

Legenda:
      Ammesso alle finali della Lega Interregionale Nord.
      Retrocesso in Prima Divisione 1947-1948.
Note:
Due punti a vittoria, uno a pareggio, zero a sconfitta.
Mancano le reti della gara Edera-Itala vinta dall'Edera Trieste.
La Ponziana è stata penalizzata con la sottrazione di 3 punti in classifica. Non retrocessa per la questione triestina e motivi di politica internazionale.

## Finali di Lega
Per i gironi finali A e B, in ottemperanza al regolamento allora vigente gli spareggi si dovettero ripetere giacché nella prima serie (di spareggi) le squadre risultarono tutte a pari merito.

### Girone A

#### Prima serie di spareggi

##### Classifica finale
|  | Pos. | Squadra   | Pt | G | V | N | P | GF | GS | DR |
|  | ---- | --------- | -- | - | - | - | - | -- | -- | -- |
|  | 1.   | Magenta   | 4  | 4 | 1 | 2 | 1 | 8  | 7  | +1 |
|  | 1.   | Sanremese | 4  | 4 | 1 | 2 | 1 | 7  | 8  | -1 |
|  | 1.   | Asti      | 4  | 4 | 2 | 0 | 2 | 7  | 7  | 0  |

#### Seconda serie di spareggi

##### Classifica finale
|  | Pos. | Squadra   | Pt | G | V | N | P | GF | GS | DR |
|  | ---- | --------- | -- | - | - | - | - | -- | -- | -- |
|  | 1.   | Magenta   | 3  | 2 | 1 | 1 | 0 | 4  | 2  | +2 |
|  | 2.   | Sanremese | 2  | 2 | 1 | 0 | 1 | 2  | 3  | -1 |
|  | 3.   | Asti      | 1  | 2 | 0 | 1 | 1 | 3  | 4  | -1 |

Legenda:
      Promosso in Serie B 1947-1948.
Note:
Due punti a vittoria, uno a pareggio, zero a sconfitta.

### Girone B

#### Prima serie di spareggi

##### Classifica finale
|  | Pos. | Squadra   | Pt | G | V | N | P | GF | GS | DR |
|  | ---- | --------- | -- | - | - | - | - | -- | -- | -- |
|  | 1.   | Vita Nova | 4  | 4 | 2 | 0 | 2 | 6  | 3  | +3 |
|  | 1.   | Monza     | 4  | 4 | 2 | 0 | 2 | 5  | 6  | -1 |
|  | 1.   | Mortara   | 4  | 4 | 2 | 0 | 2 | 5  | 7  | -2 |

#### Seconda serie di spareggi

##### Risultati
|           | Seconda serie spareggi |         | Città e data            |  |
| --------- | ---------------------- | ------- | ----------------------- |  |
| Vita Nova | 4-2                    | Mortara | Milano, 27 luglio 1947  |  |
| Mortara   | 3-0                    | Monza   | Novara, 3 agosto 1947   |  |
| Vita Nova | 0-0                    | Monza   | Seregno, 10 agosto 1947 |  |
|           |                        |         |                         |  |

##### Classifica finale
|  | Pos. | Squadra   | Pt | G | V | N | P | GF | GS | DR |
|  | ---- | --------- | -- | - | - | - | - | -- | -- | -- |
|  | 1.   | Vita Nova | 3  | 2 | 1 | 1 | 0 | 4  | 2  | +2 |
|  | 2.   | Mortara   | 2  | 2 | 1 | 0 | 1 | 5  | 4  | +1 |
|  | 3.   | Monza     | 1  | 2 | 0 | 1 | 1 | 0  | 3  | -3 |

Legenda:
      Promosso in Serie B 1947-1948.
Note:
Due punti a vittoria, uno a pareggio, zero a sconfitta.

### Girone C

#### Classifica finale
|  | Pos. | Squadra       | Pt | G | V | N | P | GF | GS | DR |
|  | ---- | ------------- | -- | - | - | - | - | -- | -- | -- |
|  | 1.   | Bolzano       | 5  | 4 | 2 | 1 | 1 | 6  | 5  | +1 |
|  | 2.   | Montebelluna  | 4  | 4 | 1 | 2 | 1 | 6  | 5  | +1 |
|  | 3.   | Edera Trieste | 3  | 4 | 1 | 1 | 2 | 4  | 6  | -2 |

Legenda:
      Promosso in Serie B 1947-1948.
Note:
Due punti a vittoria, uno a pareggio, zero a sconfitta.

### Giornali sportivi
- La Gazzetta dello Sport, stagione 1946-1947, consultabile presso le Biblioteche:
  - Biblioteca Civica di Torino;
  - Biblioteca Nazionale Braidense di Milano;
  - Biblioteca Nazionale Centrale di Firenze;
  - Biblioteca Nazionale Centrale di Roma;
  - Biblioteca Civica Berio di Genova;
- e presso Emeroteca del C.O.N.I. di Roma (non è online ma è da consultare in sede) che conserva anche i giornali:
- Corriere dello Sport di Roma;
- Lo Stadio di Bologna;
- Tuttosport di Torino;
- Lo Stadio di Milano conservato presso
  - Biblioteca Nazionale Braidense di Milano (microfilmato);
  - Biblioteca Nazionale Centrale di Firenze (giornali non rilegati).

### Libri
- Almanacco illustrato del calcio 1948, Milano, Rizzoli Editore, 1947.